# Glaucocroite
La glaucocroite è un minerale appartenente al gruppo dell'olivina.